# 勝利 (クルアーン)
『勝利』とは、クルアーンにおける第48番目の章（スーラ）。29の節（アーヤ）から成る。